# Preferenciális szavazás
A preferenciális szavazás bizonyos választási rendszerekben alkalmazott szavazási módszer, melynek lényege, hogy a választó nem csak egy jelöltre vagy pártra szavaz, hanem azokat preferenciái szerint rangsorolhatja. Míg a hagyományos választásokon a szavazók tipikusan egy 'X'-et tesznek leginkább preferált jelöltjük neve mellé, addig a preferenciális módszer alkalmazásakor az első helyen választott jelöltjük neve mellé 1-est, a második helyen választott neve mellé 2-est írnak stb.
A preferenciális szavazatok lehetővé tétele a leggyakrabban alkalmazott módszer a választók befolyásának növelésére. Nyugat-Európában már nincs olyan ország, ahol ne tennék lehetővé a preferenciális szavazatok valamilyen formáját, bár a gyakorlatban ezek jelentősége eltérő: többnyire enyhíti, de nem szünteti meg a pártok döntő szerepét a képviselők választásában.
A preferenciális szavazás kifejezést gyakran tévesen leszűkítve, annak bizonyos formáira használják, például az egyik legismertebb számlálási módszer, az azonnali többfordulós szavazásra vagy általában a rangsorolásos szavazásra. Preferenciális szavazásnak számítanak azonban más rangsorolásos módszerek mellett kardinális (pontozós) módszerek is. Preferenciális szavazásnak nevezik továbbá a nyílt listás rendszereket is, ahol a pártlistán belül a szavazó további preferenciaként jelöltekre is szavazhat.